# Patrilinéarité

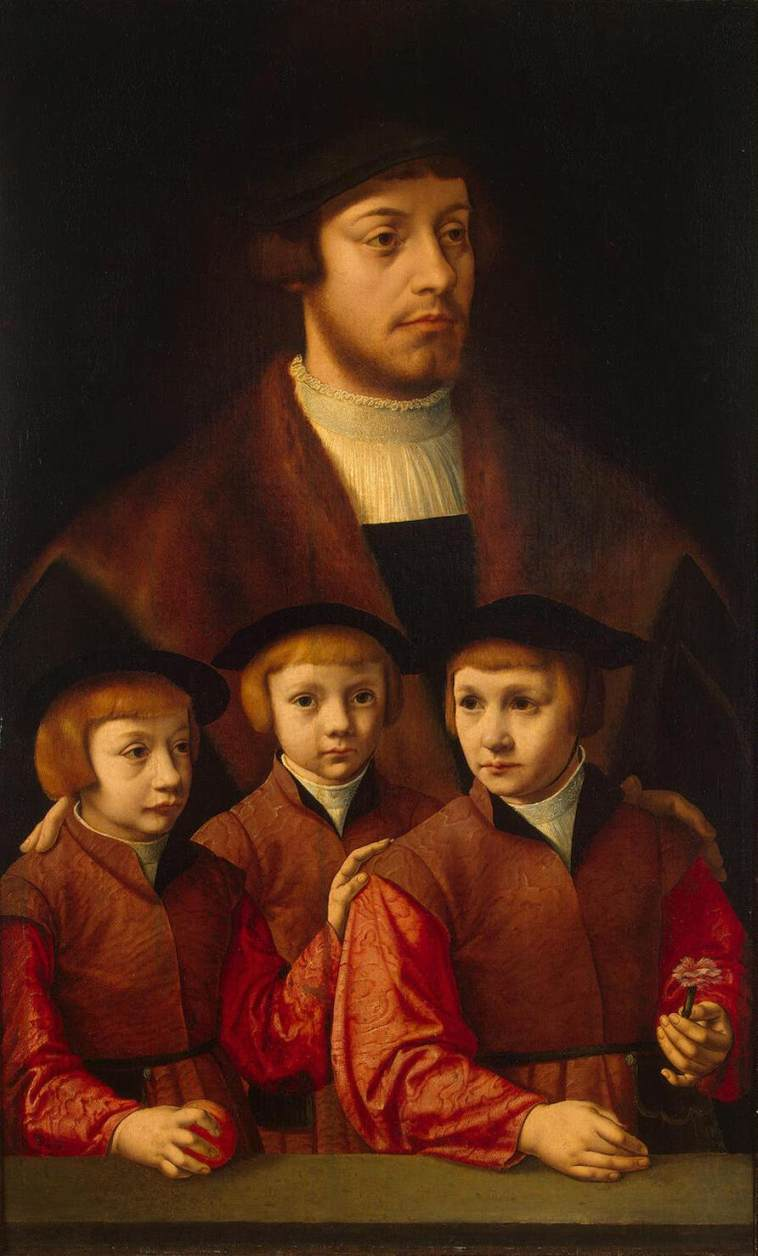
Bartholomäus Bruyn le Vieux - Portrait d'un homme et ses trois enfants (1530).

La famille patrilinéaire est un système de filiation dans lequel chacun relève du lignage de son père. Cela signifie que la transmission, par héritage, de la propriété, des noms de famille et titres passe par le lignage masculin.

## Origines
La patrilinéarité est inconnue de toutes les sociétés de singes, grands singes compris (d'après les synthèses de Pascal Picq). L'invention relève de la paléoanthropologie.
En anthropologie culturelle, un clan patrilinéaire est un groupe de personnes qui se reconnaissent un ancêtre commun en remontant à travers une lignée d'ancêtres masculins.